# Esther Sullastres
 (août 2018).
Esther Sullastres, née le 20 mars 1993 à Torroella de Montgrí (province de Gérone, Espagne), est une joueuse internationale espagnole de football qui évolue au poste de gardienne de but au Sevilla FC.

## Biographie

### Clubs
Elle commence à jouer à l'âge de 9 ans. À l'âge de 16 ans, elle devient titulaire dans les buts de l'UE Estartit.
Lors de la saison 2011-2012, l'UE Estartit descend en deuxième division en raison de problèmes financiers. Cela permet à Esther Sullastres de choisir entre divers clubs de première division. Elle choisit de rejoindre le FC Barcelone.
Avec Barcelone, elle remporte lors de la saison 2012-2013 le doublé Championnat d'Espagne - Coupe d'Espagne.
En 2013, elle est recrutée par le CD Transportes Alcaine de Saragosse, où elle joue pendant deux saisons.
En 2015, elle rejoint le Valence CF.

### Équipe nationale
En septembre 2011, le sélectionneur espagnol des moins de 19 ans, Ángel Vilda, convoque Esther Sullastres pour le mini-tournoi de préparation en vue de l'Euro 2012 qui se dispute en Bosnie-Herzégovine. Elle débute le 19 septembre 2011 face à la Moldavie, avec une victoire 8 à 0.
Lors de l'Euro 2012 en Turquie, l'équipe d'Espagne des moins de 19 ans s'incline en finale face à la Suède, après prolongations.